# ピーター・グリーン (ミュージシャン)
ピーター・グリーン（Peter Green、1946年10月29日 - 2020年7月25日）は、イングランド出身のミュージシャン、ギタリスト。ブルースロックの分野で活動し、フリートウッド・マックの創設メンバーとしても知られる。ローリング・ストーン誌選出「歴史上最も偉大な100人のギタリスト」2003年で38位、2011年改訂版で第58位。

## 来歴

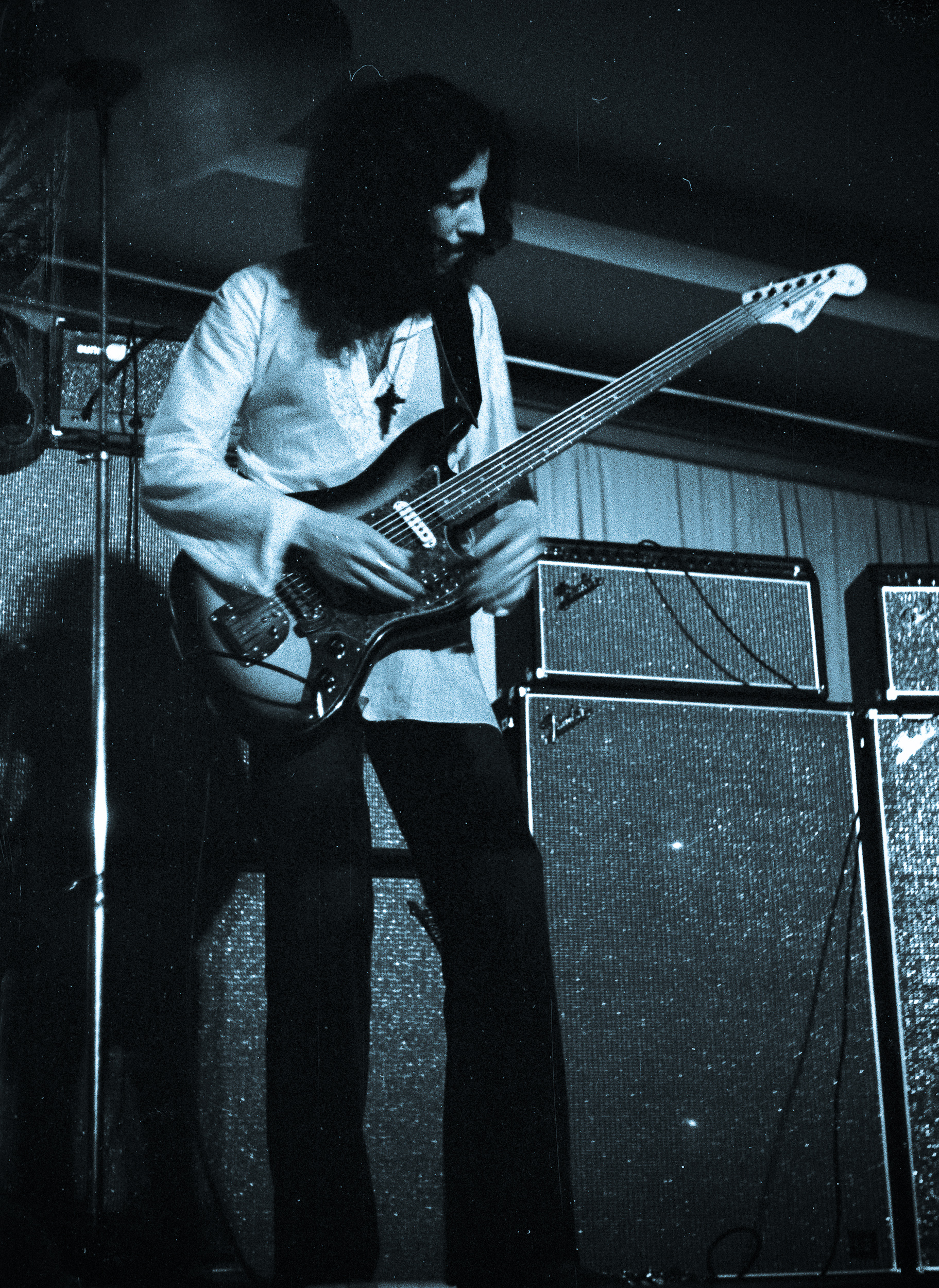
フリートウッド・マック時代（1970年）

10歳の頃からギターに興味を持ち、その後ハンク・マーヴィン、マディ・ウォーターズ、B.B.キング等に影響を受ける。
ピーター・バーデンス（後にキャメルを結成）のバンドである「The Peter B's」で、後の盟友ミック・フリートウッドと出会う。そして、1966年には、ジョン・メイオール&ザ・ブルースブレイカーズにエリック・クラプトンの後任として加入する。クラプトンの後釜として期待以上の反応に応えて、グリーンは名声を得る。フレディ・キングの「The Stumble」のカバーを収録した1967年のアルバム『ジョン・メイオールとピーター・グリーン/ブルースの世界 (A Hard Road)』をリリース、同年グループを脱退する。
1967年にリーダー・グループ、ピーター・グリーンズ・フリートウッド・マックを結成、グリーンは演奏と作曲面でも中心的存在を担った。1968年にマイク・ヴァーノンのブルー・ホライゾン・レーベルとレコーディング契約、CBSレコードからファースト・アルバム『ピーター・グリーンズ・フリートウッド・マック』を発表する。同年発表のシングル曲「ブラック・マジック・ウーマン」は、後にサンタナのアルバム『天の守護神』（1970年）でカヴァーされた。1968年8月発表のセカンド・アルバム『ミスター・ワンダフル』には、後にゲイリー・ムーアやエアロスミスがカヴァーした「ストップ・メッシン・ラウンド」収録。1968年11月にリリースしたシングル「アルバトロス (あほうどり)」が翌年、全英1位のヒットとなる（2008年にはギター・アンビエント・ミュージックとして再評価されている）。また1970年のシングルEP「グリーン・マナリシ」は、後にジューダス・プリースト『殺人機械』（1978年）でカヴァーされた。
1970年にドラッグの使用がもとでフリートウッド・マックを脱退せざるを得なくなり、同年、全曲即興的なインストゥルメンタルであるソロ・アルバム『エンド・オブ・ザ・ゲーム』をリリースをして暫くシーンの一線から退くことになる。この頃に愛用していたギブソン・レスポールをゲイリー・ムーアに無料同然の値段で譲り渡した。1970年代の大半をLSDの後遺症による統合失調症や幻覚が原因で活動を停滞させるが、1970年代後半にPVK Recordsとレコーディング契約、1978年にはミック・フリートウッドのソロ・アルバム『ビジター』への客演をきっかけにしてギタリストのスノウィー・ホワイトのサポートを受けてソロ活動を再開、アルバムをリリースする。1990年代からゲイリー・ムーアやピート・ブラウンらによるピーター・グリーンの楽曲の再評価を受けて本格的な演奏の復帰期間に入る。
1990年代に、ギタリストのナイジェル・ワトソン、コージー・パウエルやニール・マーレイ等と共にピーター・グリーン・スプリンター・グループを結成し、1997年に初のアルバムを発表。パウエルの交通事故死とマーレイの脱退によりバンドはメンバー・チェンジをせざるを得なくなるが、1999年にはグリーンにとって初となる日本公演も行い、充実したグループにより2004年まで活動を継続した。

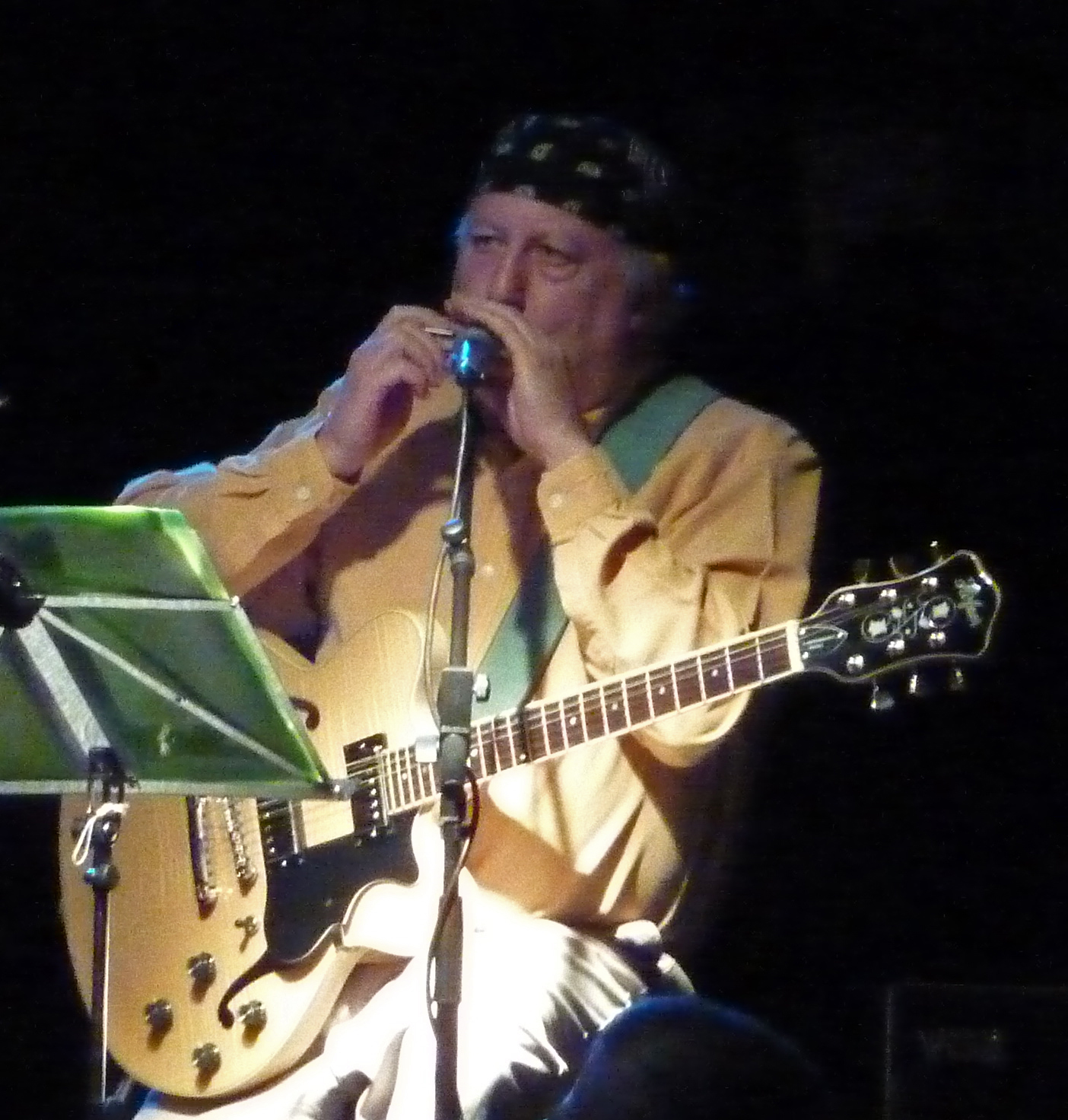
近年のグリーン（2009年）

暫く音沙汰がなかったものの、2008年にはギターヒーロー3 レジェンド オブ ロックの発表の席にゲイリー・ムーアとともに参加。その後、2009年から2010年にかけてピーター・グリーン・アンド・フレンズとして、イギリス、ドイツおよびオーストラリア・ツアーを行った。
2020年7月25日、73歳で死去。

## ディスコグラフィ

### ソロ・アルバム
- 『エンド・オブ・ザ・ゲーム』 - The End of the Game (1970年) ※旧邦題『ジニアス』
- 『虚空のギター』 - In the Skies (1979年)
- 『夢幻のギター』 - Little Dreamer (1980年)
- 『自由へのギター・ロード』 - Whatcha Gonna Do? (1981年)
- 『無垢のギター』 - White Sky (1982年)
- 『彩りのギター』 - Kolors (1983年)
- A Case For The Blues / Katmandu (1984年)

### ピーター・グリーン・スプリンター・グループ
- 『スプリンター・グループ』 - Peter Green Splinter Group (1997年) ※ソロ名義
- The Robert Johnson Songbook (1998年)
- Soho Session (1998年)
- 『デスティニー・ロード』 - Destiny Road (1999年)
- 『ホット・フット・パウダー』 - Hot Foot Powder (2000年)
- 『タイム・トレイダーズ』 - Time Traders (2001年)
- Me and the Devil (2001年) ※限定3CDボックス。1CDはロバート・ジョンソンの録音
- Blues Don't Change (2001年) ※コンサート会場および公式ウェブサイト限定
- 『リーチング・ザ・コールド 100』 - Reaching the Cold 100 (2003年)
- 『ザ・ベスト・オブ・ピーター・グリーン・スプリンター・グループ』 - The Best of Peter Green Splinter Group (2006年) ※コンピレーション
- The Very Best of Peter Green Splinter Group (2013年) ※コンピレーション